# Репище (Речицкий район)
Репище (бел. Рэпішча) — деревня в Белоболотском сельсовете Речицкого района Гомельской области Белоруссии.
На юге и западе граничит с лесом.

## География

### Расположение
В 38 км на северо-восток от Речицы, 14 км от железнодорожной станции Сенозавод (на линии Гомель — Калинковичи), 54 км от Гомеля.

## Транспортная сеть
Транспортные связи по просёлочной, затем автомобильной дороге Калинковичи — Гомель. Планировка состоит из короткой прямолинейной улицы, ориентированной с юго-востока на северо-запад и пересекаемой под прямым углом такой же короткой улицей. Застройка односторонняя, редкая, деревянная, усадебного типа.

## История
Основана в середине XIX века крестьянами из соседних деревень, которые с помощью кредитного банка приобрели здесь землю. В 1926 году в Уваровичском районе Гомельского округа. В 1930 году организован колхоз. 7 жителей погибли на фронтах Великой Отечественной войны. В составе совхоза «Речица» (центр — деревня Белое Болото).

## Население

### Численность
- 2004 год — 5 хозяйств, 11 жителей.

### Динамика
- 1897 год — 5 дворов, 31 житель (согласно переписи).
- 1926 год — 19 дворов 100 жителей.
- 2004 год — 5 хозяйств, 11 жителей.